# Преподобни новомученик Игњатије
Преподобни новомученик Игњатије или Свети Игњатије Старозагорски је православни свети преподобномученик, син светог Георгија Загорског (Старозагорског) из 18. века.
Рођен је у месту Стара Загора у Трновској области у Бугарској. Крштено име му је било Јован. Родитељи Георгије и Марија, су били православни хришћани. Преселили су се у Филипопољ, и тамо се Игњатије школовао. Касније одлази у Рилски манастир. 
Оца су му убили Турци јер је одбио да промени веру и да приступи њиховој војсци која је гушила Први српски устанак. Његову жену и две кћери Турци су разним претњама приморали да се одрекну хришћанства и приме ислам. Јован је успео да побегне у Румунију. Тамо се упознао са светим преподобномучеником Јевтимијем. Затим се  враћа у Бугарску. Настанио се у Трнову, али су и тамо Турци покушали да га преведу у ислам. Да би спасао свој живот, Игњатије је примио ислам и одмах побегао на Свету Гору, где је живео најпре у манастиру Григоријат а касније у скиту Иверског манастира „Свети Јован Претеча“. Ту се замонашо у велику схиму узевши име Игњатије и посветио се строгом монашком животу, и притиснут савешћу одлучио је да страда у име хришћанске вере. Отишао је у Истамбул, на дан када је заседала Велика Порта и тамо пред свима бацио чалму на земљу и јавно се одрекао ислама. Због тога је осуђен на смрт вешањем, али је свирепо задављен 8. октобра 1814. Његово тело је откупио светогорски монах који га је пратио у Цариград и однео на Атос. Тамо су његове мошти сахрањене заједно са моштима раније пострадалог светог преподобномученика Јевтимија
Мошти обојице мученика су положене у новоподигнутом храму, крај келије духовника Никифора. Глава светог Игњатија се чува у манастиру св. Пантелејмона.
Православна црква прославља преподобног новомученика Игњатија 2. новембра (20. октобра).